# Paweł Chrzanowski
Paweł Marcelli z Łaniowa Chrzanowski  herbu Suchekomnaty (ur. 18 czerwca 1846 w majątku rodzinnym Dzierżazna w Piotrkowskiem, zm. 31 marca 1914 w Warszawie) – generał porucznik Armii Imperium Rosyjskiego, prawnik, pedagog.

## Służba wojskowa

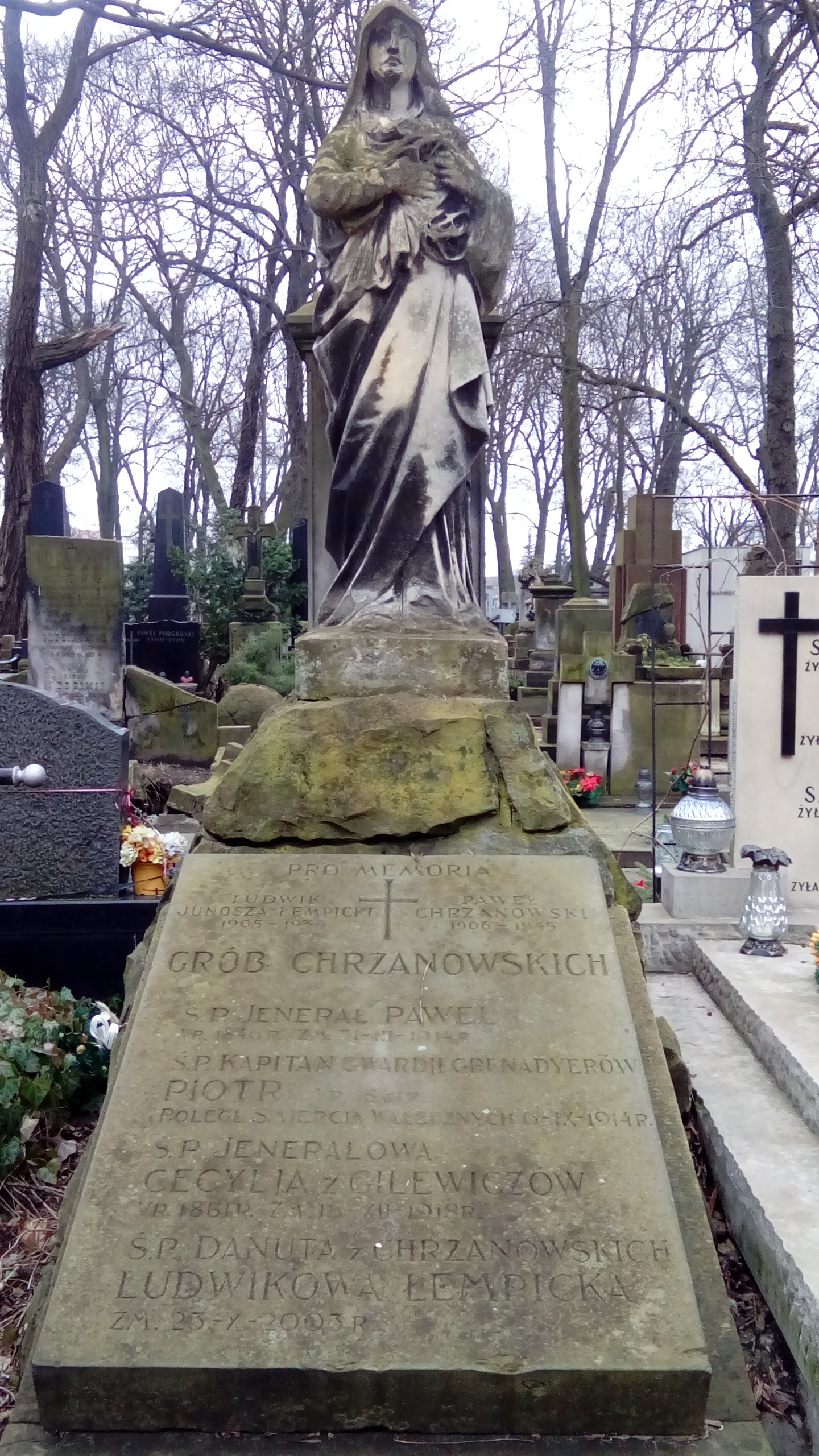
Grób Pawła Chrzanowskiego na cmentarzu Powązkowskim

Pochodził z rodziny szlacheckiej. Był wnukiem Stanisława (dziedzic, Trzepizur, Rększowic, Klepaczki i innych dóbr pod Częstochową) oraz synem majora Pawła Chrzanowskiego (1800–1865, oficer wojsk napoleońskich, wojsk polskich). Miał liczne rodzeństwo, był ósmy z 11 dzieci. Miejscowy gubernator spowodował przejście 8-letniego chłopca do Korpusu Paziów w Petersburgu, skąd tylko raz w roku mógł przyjeżdżać do domu na krótkie wakacje. 
Po ukończeniu szkoły wojskowej kształcił się wyżej – ukończył studia prawnicze w Aleksandrowskiej Wojskowej Akademii Prawniczej. Po zakończeniu nauki został mianowany sędzią wojskowym w Tyflisie. Na Kaukazie poślubił Cecylię Gilewicz, córkę Polaka i Gruzinki wyznania katolickiego. Małżeństwo doczekało się trzech synów: Pawła, Piotra i Aleksandra oraz córkę Jadwigę Hoffet. Pomimo wychowania na obczyźnie Paweł Chrzanowski czuł się Polakiem; należał do Kościoła katolickiego. Szybko awansował. Był wiceprezesem sądu w Taszkencie, a w 1895 podczas wojny z Chinami został prezesem sądu we Władywostoku. Mimo starań nie zdołał uzyskać przeniesienia do Kijowa. Gdy wysłużył pełną emeryturę oraz stopień generała porucznika, podał się do dymisji i wraz z żoną i czworgiem dzieci zamieszkał na stałe w kraju.

## TwórcaGimnazjum Chrzanowskiego
Powrócił do Warszawy, gdzie mieszkali jego krewni. Wykorzystując swe stosunki petersburskie (ministrem oświaty był jego przyjaciel Wannowski) zaczął się starać o zezwolenie na otwarcie prywatnej szkoły średniej na prawach państwowych. W owych czasach była to pierwsza szkoła z polskim językiem wykładowym poza historią i geografią. Po otrzymaniu odpowiedniego ukazu otworzył szkołę z początkiem roku szkolnego 1905–1906 przy ul. Wielkiej (dziś Poznańskiej) pod numerem 30, a w 1905 przeniósł ją do wybudowanego przez architekta Zenona Chrzanowskiego (byli kuzynami) nowoczesnego gmachu przy ulicy Smolnej 30. Została ona postawiona na gruncie nabytym przez generała Chrzanowskiego od hrabiego Branickiego, który sprzedał ją Chrzanowskiemu na korzystnych dla nabywcy warunkach. 
W tym samym roku, po strajku szkolnym, który i w jego szkole przerwał tok zajęć, Chrzanowskiemu udało się zrzec praw rządowych dla swojej szkoły, w zamian za pozwolenie otwarcia szkoły bez praw, ale z polskim językiem wykładowym. Jednocześnie wykończono gmach przy ulicy Smolnej 30. Otwarcie szkoły nastąpiło 19 października 1905. Otwarto równocześnie 28 oddziałów. Wówczas była to największa szkoła średnia we wszystkich zaborach. Miała ok. 1480 uczniów w 27 klasach. Osobliwością gmachu była piękna kaplica szkolna, w stylu secesji. 
Na rok przed śmiercią Chrzanowski przeniósł się na wieś do wybudowanej pod Piasecznem willi. Przed I wojną światową zmarł nagle na serce. Został pochowany na cmentarzu Powązkowskim w Warszawie (kwatera 165-6-11).
Po śmierci Chrzanowskiego wdowa, Cecylia z Gilewiczów, nie posiadając środków na dalsze prowadzenie gimnazjum, sprzedała je hrabiemu Maurycemu Zamoyskiemu i szkoła nosiła od tej pory nazwę Gimnazjum im. Jana Zamoyskiego (dziś: XVIII Liceum Ogólnokształcące im. Jana Zamoyskiego w Warszawie).